# Velocity prediction program
Velocity prediction program (VPP) est un terme anglophone utilisé dans le monde de la conception de navire à voile pour désigner un logiciel permettant de calculer la vitesse du voilier c'est-à-dire calculer la Polaire des vitesses du voilier.
Dans le cadre du développement de navire hybride à assistance vélique, les logiciels VPP sont également utilisés en Power Prediction Program, la vitesse pouvant être calculée pour différentes puissances moteur (le cas puissance nulle correspondant au pur VPP), ou la puissance calculée pour différentes vitesses fixées.

## Historique
Le premier VPP a été développé au Massachusetts Institute of Technology au début des années 1970 quand Commodore H. Irving Pratt finança des recherches pour prévoir la performance "of a sailing yacht, given knowledge of its hull, rig and sailplan geometry" (d'un yacht à voile, à partir des caractéristiques de sa coque, de son gréement et de son plan de voilure).